# Tococa macrophysca
Tococa macrophysca är en tvåhjärtbladig växtart som beskrevs av Richard Spruce och José Jéronimo Triana. Tococa macrophysca ingår i släktet Tococa och familjen Melastomataceae.
Artens utbredningsområde är Colombia. Inga underarter finns listade i Catalogue of Life.